# بيلي ماكدونالد (لاعب كرة قدم)
بيلي ماكدونالد (بالإنجليزية: Billy Macdonald)‏ (17 سبتمبر 1976 في المملكة المتحدة - ) هو لاعب كرة قدم بريطاني في مركز الوسط. لعب مع دونفرملين أثلتيك وكوين أوف ساوث ونادي بارتيك ثيسل ونادي سترنرير ‏ ونادي ألوا أثليتيك وLesmahagow F.C. ‏ وFF Jaro ‏ ونادي ليفينغستون لكرة القدم ونادي كلايدبانك ‏.

## وصلات خارجية
- بيلي ماكدونالد على موقع Soccerbase.com (لاعب) (الإنجليزية)